# Torre Aura Puerta de Hierro
La Torre Aura Puerta de Hierro est un gratte-ciel résidentiel de 113 mètres construit en 2006 à Zapopan au Mexique.